# Neolophonotus engeli
Neolophonotus engeli är en tvåvingeart som beskrevs av Jason Gilbert Hayden Londt 1983. Neolophonotus engeli ingår i släktet Neolophonotus och familjen rovflugor.
Artens utbredningsområde är Zimbabwe. Inga underarter finns listade i Catalogue of Life.